# الكريف (الشعر)

تعديل مصدري - تعديل

الكريف محلة تابعة لقرية شعب، التابعة لعزلة المفتاح بمديرية الشعر إحدى مديريات محافظة إب في الجمهورية اليمنية، بلغ تعداد سكانها 21 حسب تعداد اليمن لعام 2004.